# Tarenna hosei
Tarenna hosei är en måreväxtart som beskrevs av Henry Nicholas Ridley. Tarenna hosei ingår i släktet Tarenna och familjen måreväxter. Inga underarter finns listade i Catalogue of Life.